# Guelph
Guelph é uma cidade localizada na província canadense de Ontário. A sua área é de 86,66 km², sua população é de 125 872 habitantes, e sua densidade populacional é de 1 225,1 hab/km² (segundo o censo canadense de 2001). A cidade foi fundada em 23 de abril de 1827, e incorporada em 1879. Está localizado a 100 km oeste de Toronto. Abriga a Universidade de Guelph. A região metropolitana da cidade possui aproximadamente 155 mil habitantes. Guelph localiza-se a 334 metros acima do nível do mar. As principais fontes de renda da cidade são a fabricação de produtos eletrônicos, cerveja, e a prestação de serviços educacionais.